# Kamenjak
Kamenjak (bulgariska: Каменяк) är ett distrikt i Bulgarien.   Det ligger i kommunen Obsjtina Chitrino och regionen Sjumen, i den nordöstra delen av landet, 300 km öster om huvudstaden Sofia.
Trakten runt Kamenjak består till största delen av jordbruksmark. Runt Kamenjak är det ganska tätbefolkat, med 149 invånare per kvadratkilometer.